# Breuilh (cours d'eau)
Pour les articles homonymes, voir Breuilh.
La Breuilh est un ruisseau du département français de la Haute-Vienne et un affluent de la Briance, donc un sous-affluent de la Loire par la Vienne.

## Géographie
La Breuilh est un ruisseau de 18,7 km, sa source se situe dans la forêt de Fayat, sur la commune de Château-Chervix, à environ 450 m d'altitude. Le cours d'eau coule vers le nord, passant brièvement sur le territoire communal de Saint-Priest-Ligoure, avant d'arroser le bourg de Château-Chervix. Au moment de passer dans la commune de Vicq-sur-Breuilh, la Breuilh s'enrichit de "l'Issaure", son principal affluent. Elle finit par se jeter en rive gauche dans la Briance, au niveau de Pierre-Buffière, en lui apportant un débit de 1 m3/s.